# Kohokari
Kohokari är en klippa i Finland.   Den ligger i kommunen Pyttis i  landskapet Kymmenedalen, i den södra delen av landet, 100 km öster om huvudstaden Helsingfors.
Terrängen runt Kohokari är mycket platt.  Närmaste större samhälle är Kotka, 11,1 km nordost om Kohokari. 